# Красный пруд (Красносельский)
Красный пруд (Красносельский, Великий) — ранее существовавший пруд в Красном Селе, а позже в Москве, который находился в районе нынешнего Ярославского вокзала.
Это был один из наиболее старых прудов Москвы, упоминавшийся ещё в летописях 1423 года под названием «Великий». Засыпан в 1910 году. Красный пруд дал название Краснопрудной улице в Москве.

## История

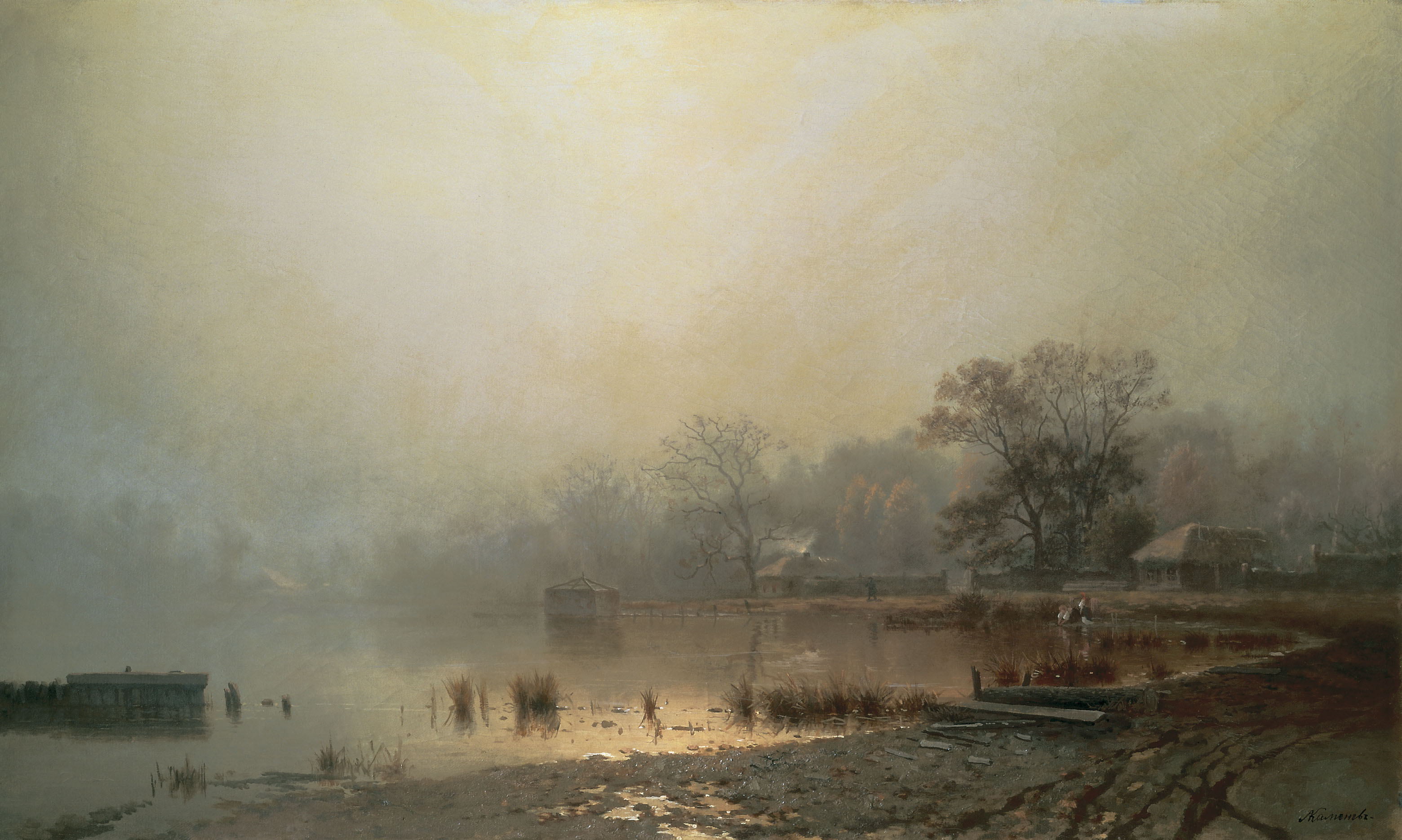
Красный пруд осенью. Пейзаж Льва Каменева, 1871 год

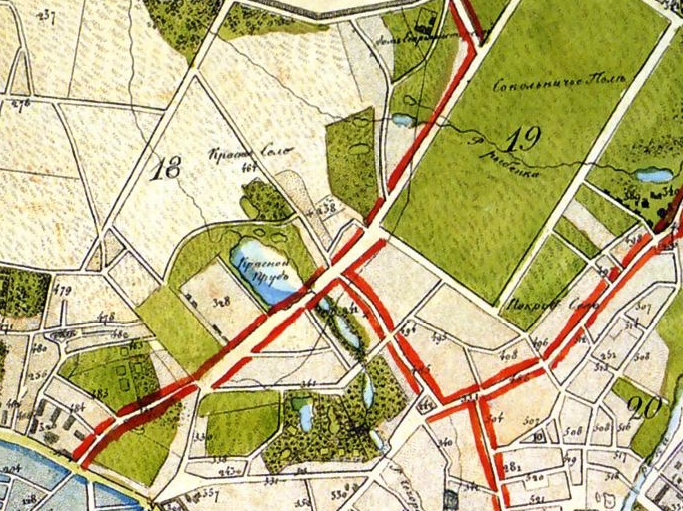
Красный пруд в Красном селе на карте 1825 года

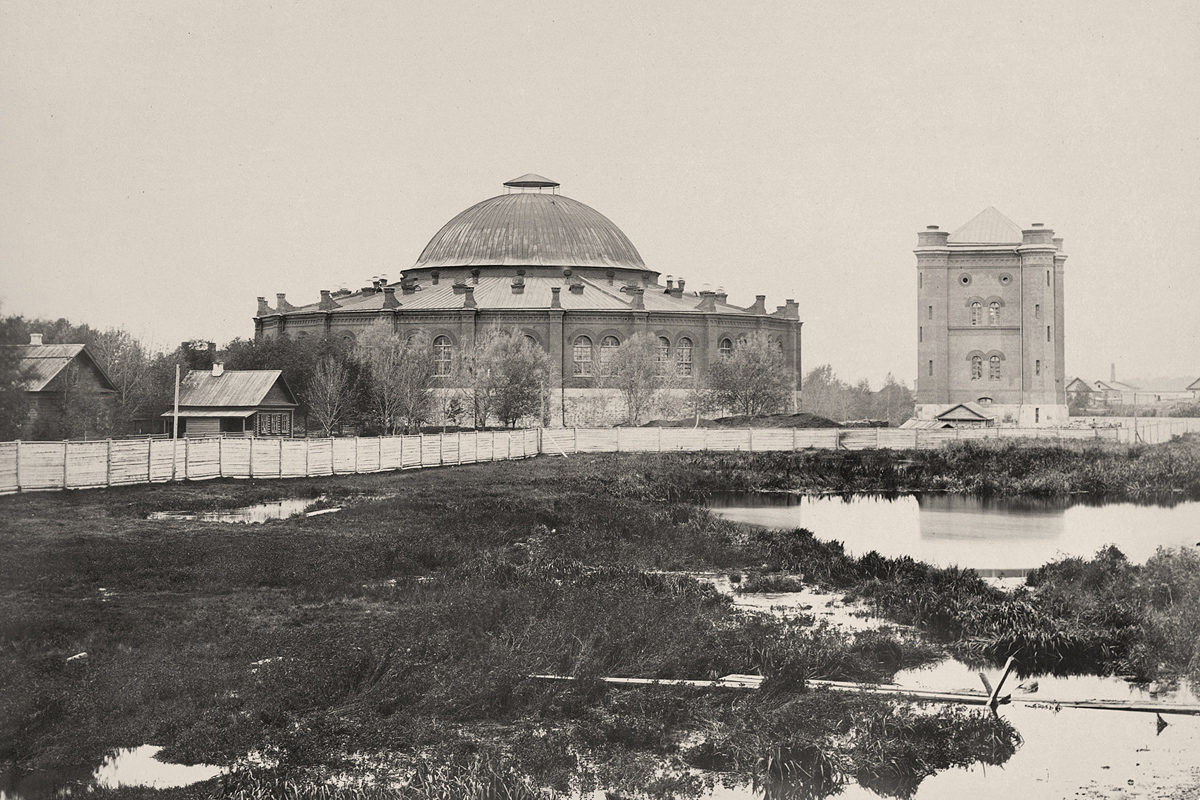
Паровозное депо Николаевской железной дороги, 1862—1864. На первом плане — Красный пруд.

Красный пруд находился между нынешним Ярославским вокзалом, Краснопрудной и Верхней Красносельской улицами, в пойме реки Чечёры. Пруд окружали болота и луга Каланчёвского поля, по заболоченной местности к югу от него (на месте современного Казанского вокзала) протекал ручей Ольховец.
У пруда располагалось большое село Красное, которое впервые упоминается в 1423 году в завещании великого князя Василия I, отдавшего во владение сыну Василию «селце у города у Москвы над Великим прудом». Тогда пруд назывался Великим — его площадь практически была равна размеру московского Кремля (23 гектара). Потом он стал называться так же, как и село, — Красным, то есть красивым. У пруда в Троицын и Духов дни происходили так называемые «русальные гулянья». Стоглав — свод правовых норм, принятый в 1551 году, порицал эти игрища, дошедшие с языческих времен. Однако гулянья пользовались большой популярностью у простого народа. Вот как они описывались: «…сходятся там мужие, жены и девицы на ночное плещевание и бесчисленный говор, и на бесовские песни, и на плясание и на скакание и егда нощь мимо ходит, тогда к реце идут с воплем и кричанием, аки беси, и умываются водою бережно».
Праздники на пруду любил устраивать Пётр I. Фейерверками и стрельбой из пушек тут отмечали взятие Азова и заключение мира с Турцией и Швецией. На берегу пруда располагались имения соратников Петра I, в том числе А. Д. Меншикова. 27 апреля 1757 года итальянский антрепренёр Джованни Баттиста Локателли получил разрешение построить оперный театр в Москве. Здание театра было выстроено у Красного пруда и открыто 29 января 1759 года.
В 1860-е годы в связи со строительством Рязанского вокзала (ныне — Казанский) в подземный коллектор убрали ручей Ольховец.
В 1891 году, учитывая санитарное состояние пруда, была проведена его частичная санация, хотя первоначально планировалась его полная очистка. К концу XIX века от огромного водоема в 23 гектара осталось всего 9.
С появлением Петербургской, а затем Северной железной дороги понадобилась земля для нужд железнодорожного хозяйства и пруд начали засыпать. Красный пруд был окончательно засыпан в 1910 году.